# Metilsterol monooksigenaza
Metilsterol monooksigenaza (EC 1.14.13.72, metilsterolna hidroksilaza, 4-metilsterolna oksidaza, 4,4-dimetil-5alfa-holest-7-en-3beta-ol,vodonik-donor:kiseonik oksidoreduktaza (hidroksilacija)) je enzim sa sistematskim imenom 4,4-dimetil-5alfa-holest-7-en-3beta-ol,NAD(P)H:kiseonik oksidoreduktaza (hidroksilacija). Ovaj enzim katalizuje sledeću hemijsku reakciju
4,4-dimetil-5alfa-holest-7-en-3beta-ol + 3 NAD(P)H + 3 H+ + 3 O2 {\displaystyle \rightleftharpoons } 3beta-hidroksi-4beta-metil-5alfa-holest-7-en-4alfa-karboksilat + 3 NAD(P)+ + 4H2O (sveukupna reakcija)
(1a) 4,4-dimetil-5alfa-holest-7-en-3beta-ol + + + O2 {\displaystyle \rightleftharpoons } 4beta-hidroksimetil-4alfa-metil-5alfa-holest-7-en-3beta-ol + 2O
(1b) 4beta-hidroksimetil-4alfa-metil-5alfa-holest-7-en-3beta-ol + + + O2 {\displaystyle \rightleftharpoons } 3beta-hidroksi-4beta-metil-5alfa-holest-7-en-4alfa-karbaldehid + 2O
(1c) 3beta-hidroksi-4beta-metil-5alfa-holest-7-en-4alfa-karbaldehid + + + O2 {\displaystyle \rightleftharpoons } 3beta-hidroksi-4beta-metil-5alfa-holest-7-en-4alfa-karboksilat + 2O
Za rad ovog enzima je neophodan citohrom b5. On takođe deluje na 4alfa-metil-5alfa-holest-7-en-3beta-ol.

## Literatura
- Nicholas C. Price; Lewis Stevens (1999). Fundamentals of Enzymology: The Cell and Molecular Biology of Catalytic Proteins (Third изд.). USA: Oxford University Press. ISBN 019850229X.
- Eric J. Toone (2006). Advances in Enzymology and Related Areas of Molecular Biology, Protein Evolution (Volume 75 изд.). Wiley-Interscience. ISBN 0471205036.
- Branden C; Tooze J. Introduction to Protein Structure. New York, NY: Garland Publishing. ISBN 0-8153-2305-0.
- Irwin H. Segel. Enzyme Kinetics: Behavior and Analysis of Rapid Equilibrium and Steady-State Enzyme Systems (Book 44 изд.). Wiley Classics Library. ISBN 0471303097.
- William P. Jencks (1987). Catalysis in Chemistry and Enzymology. Dover Publications. ISBN 0486654605.

## Spoljašnje veze
- Methylsterol+monooxygenase на 